# José Peseiro
José Vitor dos Santos Peseiro, noto semplicemente come José Peseiro (Coruche, 4 aprile 1960), è un allenatore di calcio ed ex calciatore portoghese, di ruolo attaccante.

## Biografia
Anche suo figlio Vítor Peseiro ha intrapreso la carriera di allenatore.

## Carriera
Nella sua carriera ha allenato prevalentemente in Portogallo: in particolare ha guidato lo Sporting Lisbona alla sua prima finale di Coppa UEFA, persa contro il CSKA Mosca nella stagione 2004-2005, e il Braga alla vittoria della sua prima Coppa di Lega portoghese nella stagione 2012-2013. Dal 2009 al 2011 ha allenato la nazionale saudita e dal 2020 al 2021 la nazionale venezuelana, mentre dal maggio 2022 è il commissario tecnico della nazionale nigeriana.

## Statistiche

### Statistiche da allenatore

#### Nazionale
| Squadra        | Naz                       | dal              | al               | Record | Record | Record | Record | Record | Record | Record | Record     |
| Squadra        | Naz                       | dal              | al               | G      | V      | N      | P      | GF     | GS     | DR     | % Vittorie |
| -------------- | ------------------------- | ---------------- | ---------------- | ------ | ------ | ------ | ------ | ------ | ------ | ------ | ---------- |
| Arabia Saudita | Arabia Saudita (bandiera) | 18 febbraio 2009 | 9 gennaio 2011   | 30     | 12     | 11     | 7      | 35     | 22     | +13    | 40,00      |
| Venezuela      | Venezuela (bandiera)      | 4 febbraio 2020  | 20 agosto 2021   | 10     | 1      | 3      | 6      | 5      | 15     | −10    | 10,00      |
| Nigeria        | Nigeria (bandiera)        | 16 maggio 2022   | 29 febbraio 2024 | 23     | 10     | 5      | 8      | 39     | 27     | +12    | 43,48      |
| Totale         | Totale                    | Totale           | Totale           | 63     | 23     | 19     | 21     | 79     | 64     | +15    | 36,51      |

#### Nazionale saudita nel dettaglio
| 2009                  | Arabia Saudita        | Qual. Mondiali 2010   | Sub., 3º nel gruppo 2 della Fase Finale-AFC, qualificata allo spareggio | 4  | 2  | 2  | 0 | 50,00 | 5  | 3  | +2  |
| 2009                  | Arabia Saudita        | Qual. Mondiali 2010   | Spareggio                                                               | 2  | 0  | 2  | 0 | &0,00 | 2  | 2  | 0   |
| 2010                  | Arabia Saudita        | Coppa del Golfo 2010  | Finalista                                                               | 5  | 2  | 2  | 1 | 40,00 | 6  | 2  | +4  |
| 2011                  | Arabia Saudita        | Coppa d'Asia 2011     | Esonerato durante la fase                                               | 1  | 0  | 0  | 1 | &0,00 | 1  | 2  | -1  |
| dal 2009 al 2011      | Arabia Saudita        | Amichevoli            |                                                                         | 18 | 8  | 5  | 5 | 44,44 | 21 | 13 | +8  |
| Totale Arabia Saudita | Totale Arabia Saudita | Totale Arabia Saudita | Totale Arabia Saudita                                                   | 30 | 12 | 11 | 7 | 40,00 | 35 | 22 | +13 |

#### Panchine da commissario tecnico della nazionale saudita
| Cronologia completa delle presenze e delle reti in nazionale ― Arabia Saudita | Cronologia completa delle presenze e delle reti in nazionale ― Arabia Saudita | Cronologia completa delle presenze e delle reti in nazionale ― Arabia Saudita | Cronologia completa delle presenze e delle reti in nazionale ― Arabia Saudita | Cronologia completa delle presenze e delle reti in nazionale ― Arabia Saudita | Cronologia completa delle presenze e delle reti in nazionale ― Arabia Saudita | Cronologia completa delle presenze e delle reti in nazionale ― Arabia Saudita | Cronologia completa delle presenze e delle reti in nazionale ― Arabia Saudita |
| Data                                                                          | Città                                                                         | In casa                                                                       | Risultato                                                                     | Ospiti                                                                        | Competizione                                                                  | Reti                                                                          | Note                                                                          |
| ----------------------------------------------------------------------------- | ----------------------------------------------------------------------------- | ----------------------------------------------------------------------------- | ----------------------------------------------------------------------------- | ----------------------------------------------------------------------------- | ----------------------------------------------------------------------------- | ----------------------------------------------------------------------------- | ----------------------------------------------------------------------------- |
| 28-3-2009                                                                     | Teheran                                                                       | Iran                                                                          | 1 – 2                                                                         | Arabia Saudita                                                                | Qual. Mondiali 2010                                                           | Naif Hazazi Osama Al-Muwallad                                                 | Cap: M.Noor                                                                   |
| 1º-4-2009                                                                     | Riad                                                                          | Arabia Saudita                                                                | 3 – 2                                                                         | Emirati Arabi Uniti                                                           | Qual. Mondiali 2010                                                           | Abdoh Otaif 1 Autogoal Naif Hazazi                                            | Cap: M.Noor                                                                   |
| 26-5-2009                                                                     | Doha                                                                          | Qatar                                                                         | 2 – 1                                                                         | Arabia Saudita                                                                | Amichevole                                                                    | Taisir Al-Jassim                                                              | Cap: -                                                                        |
| 4-6-2009                                                                      | Dalian                                                                        | Cina                                                                          | 1 – 4                                                                         | Arabia Saudita                                                                | Amichevole                                                                    | Yasser Al-Qahtani Mohammed Noor Naif Hazazi Abdulaziz Al-Saran (rig.)         | Cap: -                                                                        |
| 10-6-2009                                                                     | Seul                                                                          | Corea del Sud                                                                 | 0 – 0                                                                         | Arabia Saudita                                                                | Qual. Mondiali 2010                                                           | -                                                                             | Cap: H.Solaimani                                                              |
| 17-6-2009                                                                     | Riad                                                                          | Arabia Saudita                                                                | 0 – 0                                                                         | Corea del Nord                                                                | Qual. Mondiali 2010                                                           | -                                                                             | Cap: H.Solaimani                                                              |
| 12-8-2009                                                                     | Salalah                                                                       | Oman                                                                          | 2 – 1                                                                         | Arabia Saudita                                                                | Amichevole                                                                    | Nasser Al-Shamrani                                                            | Cap: -                                                                        |
| 30-8-2009                                                                     | Riad                                                                          | Arabia Saudita                                                                | 2 – 1                                                                         | Malaysia                                                                      | Amichevole                                                                    | Malek Mouath Ahmed Otaif                                                      | Cap: -                                                                        |
| 5-9-2009                                                                      | Manama                                                                        | Bahrein                                                                       | 0 – 0                                                                         | Arabia Saudita                                                                | Qual. Mondiali 2010                                                           | -                                                                             | Cap: H.Solaimani                                                              |
| 9-9-2009                                                                      | Riad                                                                          | Arabia Saudita                                                                | 2 – 2                                                                         | Bahrein                                                                       | Qual. Mondiali 2010                                                           | Nasser Al-Shamrani Hamad Al Montashari                                        | Cap: H.Solaimani                                                              |
| 14-10-2009                                                                    | Radès                                                                         | Tunisia                                                                       | 0 – 1                                                                         | Arabia Saudita                                                                | Amichevole                                                                    | Nasser Al-Shamrani                                                            | Cap: -                                                                        |
| 14-11-2009                                                                    | Riad                                                                          | Arabia Saudita                                                                | 1 – 1                                                                         | Bielorussia                                                                   | Amichevole                                                                    | Nasser Al-Shamrani                                                            | Cap: -                                                                        |
| 21-5-2010                                                                     | Kinshasa                                                                      | RD del Congo                                                                  | 0 – 2                                                                         | Arabia Saudita                                                                | Amichevole                                                                    | Ahmed Al-Fraidi Sultan Al-Nemri                                               | Cap: -                                                                        |
| 25-5-2010                                                                     | Wattens                                                                       | Nigeria                                                                       | 0 – 0                                                                         | Arabia Saudita                                                                | Amichevole                                                                    | -                                                                             | Cap: -                                                                        |
| 29-5-2010                                                                     | Innsbruck                                                                     | Spagna                                                                        | 3 – 2                                                                         | Arabia Saudita                                                                | Amichevole                                                                    | Osama Hawsawi Mohammad Al-Sahlawi                                             | Cap: -                                                                        |
| 11-8-2010                                                                     | Riad                                                                          | Arabia Saudita                                                                | 1 – 0                                                                         | Togo                                                                          | Amichevole                                                                    | Saud Kariri                                                                   | Cap: -                                                                        |
| 9-10-2010                                                                     | Gedda                                                                         | Arabia Saudita                                                                | 4 – 0                                                                         | Uzbekistan                                                                    | Amichevole                                                                    | Taisir Al-Jassim 2 Muhannad Assiri (rig.) Muhannad Assiri                     | Cap: -                                                                        |
| 12-10-2010                                                                    | Istanbul                                                                      | Arabia Saudita                                                                | 1 – 0                                                                         | Gabon                                                                         | Amichevole                                                                    | Al-Rishani                                                                    | Cap: -                                                                        |
| 12-10-2010                                                                    | Istanbul                                                                      | Arabia Saudita                                                                | 0 – 2                                                                         | Bulgaria                                                                      | Amichevole                                                                    | -                                                                             | Cap: -                                                                        |
| 16-11-2010                                                                    | Dubai                                                                         | Arabia Saudita                                                                | 0 – 0                                                                         | Uganda                                                                        | Amichevole                                                                    | -                                                                             | Cap: -                                                                        |
| 17-11-2010                                                                    | Dubai                                                                         | Arabia Saudita                                                                | 0 – 0                                                                         | Ghana                                                                         | Amichevole                                                                    | -                                                                             | Cap: -                                                                        |
| 22-11-2010                                                                    | Aden                                                                          | Yemen                                                                         | 0 – 4                                                                         | Arabia Saudita                                                                | Coppa del Golfo 2010 - 1º turno                                               | Osama Al-Muwallad Mohammad Al-Shalhoub Muhannad Assiri Mishaal Al-Saeed       | Cap: -                                                                        |
| 25-11-2010                                                                    | Zinjibar                                                                      | Arabia Saudita                                                                | 0 – 0                                                                         | Kuwait                                                                        | Coppa del Golfo 2010 - 1º turno                                               | -                                                                             | Cap: -                                                                        |
| 28-11-2010                                                                    | Aden                                                                          | Arabia Saudita                                                                | 1 – 1                                                                         | Qatar                                                                         | Coppa del Golfo 2010 - 1º turno                                               | 1 Autogoal                                                                    | Cap: -                                                                        |
| 2-12-2010                                                                     | Aden                                                                          | Emirati Arabi Uniti                                                           | 0 – 1                                                                         | Arabia Saudita                                                                | Coppa del Golfo 2010 - Semifinale                                             | Ahmad Abbas                                                                   | Cap: -                                                                        |
| 5-12-2010                                                                     | Aden                                                                          | Arabia Saudita                                                                | 0 – 1 dts                                                                     | Kuwait                                                                        | Coppa del Golfo 2010 - Finale                                                 | -                                                                             | Cap: -                                                                        |
| 28-12-2010                                                                    | Dammam                                                                        | Arabia Saudita                                                                | 0 – 1                                                                         | Iraq                                                                          | Amichevole                                                                    | -                                                                             | Cap: -                                                                        |
| 31-12-2010                                                                    | Riffa                                                                         | Bahrein                                                                       | 0 – 1                                                                         | Arabia Saudita                                                                | Amichevole                                                                    | Kamel Al-Mousa                                                                | Cap: -                                                                        |
| 4-1-2011                                                                      | Riad                                                                          | Arabia Saudita                                                                | 0 – 0                                                                         | Angola                                                                        | Amichevole                                                                    | -                                                                             | Cap: -                                                                        |
| 9-1-2011                                                                      | Al Rayyan                                                                     | Arabia Saudita                                                                | 1 – 2                                                                         | Siria                                                                         | Coppa d'Asia 2011 - 1º turno                                                  | Taisir Al-Jassim                                                              | Cap: Y.Al-Qahtani                                                             |
| Totale                                                                        |                                                                               | Presenze                                                                      | 30                                                                            |                                                                               | Reti                                                                          | 35                                                                            |                                                                               |

#### Nazionale venezuelana nel dettaglio
| 2020             | Venezuela        | Qual. Mondiali 2022 | nel gruppo sudamericano CONMEBOL | 4  | 1 | 0 | 3 | 25,00 | 2 | 6  | -4  |
| 2021             | Venezuela        | Qual. Mondiali 2022 | nel gruppo sudamericano CONMEBOL | 2  | 0 | 1 | 1 | &0,00 | 1 | 3  | -2  |
| giu.-lug. 2021   | Venezuela        | Copa América 2021   | 5º nel gruppo A                  | 4  | 0 | 2 | 2 | &0,00 | 2 | 6  | -4  |
| Totale Venezuela | Totale Venezuela | Totale Venezuela    | Totale Venezuela                 | 10 | 1 | 3 | 6 | 10,00 | 5 | 15 | -10 |

#### Panchine da commissario tecnico della nazionale venezuelana
| Cronologia completa delle presenze e delle reti in nazionale ― Venezuela | Cronologia completa delle presenze e delle reti in nazionale ― Venezuela | Cronologia completa delle presenze e delle reti in nazionale ― Venezuela | Cronologia completa delle presenze e delle reti in nazionale ― Venezuela | Cronologia completa delle presenze e delle reti in nazionale ― Venezuela | Cronologia completa delle presenze e delle reti in nazionale ― Venezuela | Cronologia completa delle presenze e delle reti in nazionale ― Venezuela | Cronologia completa delle presenze e delle reti in nazionale ― Venezuela |
| Data                                                                     | Città                                                                    | In casa                                                                  | Risultato                                                                | Ospiti                                                                   | Competizione                                                             | Reti                                                                     | Note                                                                     |
| ------------------------------------------------------------------------ | ------------------------------------------------------------------------ | ------------------------------------------------------------------------ | ------------------------------------------------------------------------ | ------------------------------------------------------------------------ | ------------------------------------------------------------------------ | ------------------------------------------------------------------------ | ------------------------------------------------------------------------ |
| 10-10-2020                                                               | Barranquilla                                                             | Colombia                                                                 | 3 – 0                                                                    | Venezuela                                                                | Qual. Mondiali 2022                                                      | -                                                                        | Cap: T.Rincón                                                            |
| 14-10-2020                                                               | Mérida                                                                   | Venezuela                                                                | 0 – 1                                                                    | Paraguay                                                                 | Qual. Mondiali 2022                                                      | -                                                                        | Cap: T.Rincón                                                            |
| 14-11-2020                                                               | San Paolo                                                                | Brasile                                                                  | 1 – 0                                                                    | Venezuela                                                                | Qual. Mondiali 2022                                                      | -                                                                        | Cap: T.Rincón                                                            |
| 17-11-2020                                                               | Caracas                                                                  | Venezuela                                                                | 2 – 1                                                                    | Cile                                                                     | Qual. Mondiali 2022                                                      | Luis Mago Salomón Rondón                                                 | Cap: Y.Osorio                                                            |
| 3-6-2021                                                                 | La Paz                                                                   | Bolivia                                                                  | 3 – 1                                                                    | Venezuela                                                                | Qual. Mondiali 2022                                                      | Jhon Chancellor                                                          | Cap: T.Rincón                                                            |
| 9-6-2021                                                                 | Caracas                                                                  | Venezuela                                                                | 0 – 0                                                                    | Uruguay                                                                  | Qual. Mondiali 2022                                                      | -                                                                        | Cap: T.Rincón                                                            |
| 13-6-2021                                                                | Brasilia                                                                 | Brasile                                                                  | 3 – 0                                                                    | Venezuela                                                                | Coppa America 2021 - 1º turno                                            | -                                                                        | Cap: F.Aristeguieta                                                      |
| 17-6-2021                                                                | Goiânia                                                                  | Colombia                                                                 | 0 – 0                                                                    | Venezuela                                                                | Coppa America 2021 - 1º turno                                            | -                                                                        | Cap: F.Aristeguieta                                                      |
| 20-6-2021                                                                | Rio de Janeiro                                                           | Venezuela                                                                | 2 – 2                                                                    | Ecuador                                                                  | Coppa America 2021 - 1º turno                                            | Edson Castillo Ronald Hernández                                          | Cap: F.Aristeguieta                                                      |
| 27-6-2021                                                                | Brasilia                                                                 | Venezuela                                                                | 0 – 1                                                                    | Perù                                                                     | Coppa America 2021 - 1º turno                                            | -                                                                        | Cap: R.Rosales                                                           |
| Totale                                                                   |                                                                          | Presenze                                                                 | 10                                                                       |                                                                          | Reti                                                                     | 5                                                                        |                                                                          |

#### Nazionale nigeriana nel dettaglio
| 2022-2023        | Nigeria        | Qual. Coppa d'Africa 2023 | 1° nel gruppo A, qualificato | 6  | 5  | 0 | 1 | 83,33 | 22 | 5  | +17 |
| nov. 2023-       | Nigeria        | Qual. Mondiale 2026       | Esonerato durante la fase    | 2  | 0  | 2 | 0 | &0,00 | 2  | 2  | +0  |
| gen.-feb. 2024   | Nigeria        | Coppa d'Africa 2023       | Finalista                    | 7  | 4  | 2 | 1 | 57,14 | 8  | 4  | +4  |
| Dal 2022 al 2024 | Nigeria        | Amichevoli                |                              | 8  | 1  | 1 | 6 | 12,50 | 7  | 19 | -12 |
| Totale Nigeria   | Totale Nigeria | Totale Nigeria            | Totale Nigeria               | 23 | 10 | 5 | 8 | 43,48 | 39 | 27 | +12 |

#### Panchine da commissario tecnico della nazionale nigeriana
| Cronologia completa delle presenze e delle reti in nazionale ― Nigeria | Cronologia completa delle presenze e delle reti in nazionale ― Nigeria | Cronologia completa delle presenze e delle reti in nazionale ― Nigeria | Cronologia completa delle presenze e delle reti in nazionale ― Nigeria | Cronologia completa delle presenze e delle reti in nazionale ― Nigeria | Cronologia completa delle presenze e delle reti in nazionale ― Nigeria | Cronologia completa delle presenze e delle reti in nazionale ― Nigeria                        | Cronologia completa delle presenze e delle reti in nazionale ― Nigeria |
| Data                                                                   | Città                                                                  | In casa                                                                | Risultato                                                              | Ospiti                                                                 | Competizione                                                           | Reti                                                                                          | Note                                                                   |
| ---------------------------------------------------------------------- | ---------------------------------------------------------------------- | ---------------------------------------------------------------------- | ---------------------------------------------------------------------- | ---------------------------------------------------------------------- | ---------------------------------------------------------------------- | --------------------------------------------------------------------------------------------- | ---------------------------------------------------------------------- |
| 29-5-2022                                                              | Arlington                                                              | Messico                                                                | 2 – 1                                                                  | Nigeria                                                                | Amichevole                                                             | Cyriel Dessers                                                                                | Cap: W. Troost-Ekong                                                   |
| 3-6-2022                                                               | Harrison                                                               | Ecuador                                                                | 1 – 0                                                                  | Nigeria                                                                | Amichevole                                                             | -                                                                                             | Cap: W. Troost-Ekong                                                   |
| 9-6-2022                                                               | Abuja                                                                  | Nigeria                                                                | 2 – 1                                                                  | Sierra Leone                                                           | Qual. Coppa d'Africa 2023                                              | Alex Iwobi Victor Osimhen                                                                     | Cap: W. Troost-Ekong                                                   |
| 13-6-2022                                                              | Agadir                                                                 | São Tomé e Príncipe                                                    | 0 – 10                                                                 | Nigeria                                                                | Qual. Coppa d'Africa 2023                                              | 4 Victor Osimhen Moses Simon 2 Terem Moffi Peter Etebo Ademola Lookman Emmanuel Dennis (rig.) | Cap: M.Simon                                                           |
| 27-9-2022                                                              | Orano                                                                  | Algeria                                                                | 2 – 1                                                                  | Nigeria                                                                | Amichevole                                                             | Terem Moffi                                                                                   | Cap: M.Simon                                                           |
| 10-11-2022                                                             | San José                                                               | Costa Rica                                                             | 2 – 0                                                                  | Nigeria                                                                | Amichevole                                                             | -                                                                                             | Cap: K.Bankole                                                         |
| 17-11-2022                                                             | Lisbona                                                                | Portogallo                                                             | 4 – 0                                                                  | Nigeria                                                                | Amichevole                                                             | -                                                                                             | Cap: W. Troost-Ekong                                                   |
| 24-3-2023                                                              | Abuja                                                                  | Nigeria                                                                | 0 – 1                                                                  | Guinea-Bissau                                                          | Qual. Coppa d'Africa 2023                                              | -                                                                                             | Cap: W.Ndidi                                                           |
| 27-3-2023                                                              | Bissau                                                                 | Guinea-Bissau                                                          | 0 – 1                                                                  | Nigeria                                                                | Qual. Coppa d'Africa 2023                                              | Moses Simon (rig.)                                                                            | Cap: K.Omeruo                                                          |
| 18-6-2023                                                              | Monrovia                                                               | Sierra Leone                                                           | 2 – 3                                                                  | Nigeria                                                                | Qual. Coppa d'Africa 2023                                              | 2 Victor Osimhen Kelechi Iheanacho                                                            | Cap: K.Omeruo                                                          |
| 10-9-2023                                                              | Uyo                                                                    | Nigeria                                                                | 6 – 0                                                                  | São Tomé e Príncipe                                                    | Qual. Coppa d'Africa 2023                                              | 3 Victor Osimhen 1 (rig.) Ademola Lookman Taiwo Awoniyi Samuel Chukwueze                      | Cap: W.Ndidi                                                           |
| 13-10-2023                                                             | Portimao                                                               | Arabia Saudita                                                         | 2 – 2                                                                  | Nigeria                                                                | Amichevole                                                             | autorete Kelechi Iheanacho                                                                    | Cap: W.Ndidi                                                           |
| 16-10-2023                                                             | Albufeira                                                              | Mozambico                                                              | 2 – 3                                                                  | Nigeria                                                                | Amichevole                                                             | Terem Moffi Frank Onyeka Moses Simon                                                          | Cap: K.Omeruo                                                          |
| 16-11-2023                                                             | Uyo                                                                    | Nigeria                                                                | 1 – 1                                                                  | Lesotho                                                                | Qual. Mondiali 2026                                                    | Semi Ajayi                                                                                    | Cap: K.Iheanacho                                                       |
| 19-11-2023                                                             | Butare                                                                 | Zimbabwe                                                               | 1 – 1                                                                  | Nigeria                                                                | Qual. Mondiali 2026                                                    | Kelechi Iheanacho                                                                             | Cap: M.Simon                                                           |
| 8-1-2024                                                               | Conakry                                                                | Guinea                                                                 | 2 – 0                                                                  | Nigeria                                                                | Amichevole                                                             | -                                                                                             | Cap: W. Troost-Ekong                                                   |
| 14-1-2024                                                              | Abidjan                                                                | Nigeria                                                                | 1 – 1                                                                  | Guinea Equatoriale                                                     | Coppa d'Africa 2023 - 1º turno                                         | Victor Osimhen                                                                                | Cap: W. Troost-Ekong                                                   |
| 18-1-2024                                                              | Abidjan                                                                | Costa d'Avorio                                                         | 0 – 1                                                                  | Nigeria                                                                | Coppa d'Africa 2023 - 1º turno                                         | William Troost-Ekong (rig.)                                                                   | Cap: W. Troost-Ekong                                                   |
| 22-1-2024                                                              | Abidjan                                                                | Guinea-Bissau                                                          | 0 – 1                                                                  | Nigeria                                                                | Coppa d'Africa 2023 - 1º turno                                         | autorete                                                                                      | Cap: K. Omeruo                                                         |
| 27-1-2024                                                              | Abidjan                                                                | Nigeria                                                                | 2 – 0                                                                  | Camerun                                                                | Coppa d'Africa 2023 - Ottavi di finale                                 | 2 Ademola Lookman                                                                             | Cap: W. Troost-Ekong                                                   |
| 2-2-2024                                                               | Abidjan                                                                | Nigeria                                                                | 1 – 0                                                                  | Angola                                                                 | Coppa d'Africa 2023 - Quarti di finale                                 | Ademola Lookman                                                                               | Cap: W. Troost-Ekong                                                   |
| 7-2-2024                                                               | Bouaké                                                                 | Nigeria                                                                | 1 – 1 (4-2 dtr)                                                        | Sudafrica                                                              | Coppa d'Africa 2023 - Semifinale                                       | William Troost-Ekong (rig.)                                                                   | Cap: W. Troost-Ekong                                                   |
| 11-2-2024                                                              | Abidjan                                                                | Nigeria                                                                | 1 – 2                                                                  | Costa d'Avorio                                                         | Coppa d'Africa 2023 - Finale                                           | William Troost-Ekong                                                                          | Cap: W. Troost-Ekong                                                   |
| Totale                                                                 |                                                                        | Presenze                                                               | 23                                                                     |                                                                        | Reti                                                                   | 39                                                                                            |                                                                        |

## Palmarès

### Allenatore

#### Competizioni nazionali
- Coppa della Corona del Principe saudita: 1

Al-Hilal: 2006
- Coppa Principe Faysal Bin Fahd: 1

Al-Hilal: 2006
- Coppa di Lega portoghese: 1

Braga: 2012-2013